# イオンモール直方
イオンモール直方（イオンモールのおがた）は、福岡県直方市にあるイオンモールのショッピングセンターである。
　

## 概要
感田東土地区画整理事業地内に2005年4月8日に開業した。直方市の北東、国道200号直方バイパス沿いに位置し、北九州市八幡西区に隣接するエリアに立地する。大規模小売店舗立地法申請時における大規模小売店舗設置者（建物所有者）はセンチュリー・リーシング・システム（現・東京センチュリーリース）となっている。イオン直方店（イオン九州） TOHOシネマズ直方を核に約140の専門店が並ぶ。
2007年9月22日より、施設名称が「イオン直方ショッピングセンター」から「イオンモール直方」に変更された。なお、同時期に住居表示が実施され、「直方市感田字湯ノ浦1715-1」から現在の住所に変更になった。

## テナント
出店全店舗一覧は公式サイト「ショップリスト」を参照。

### 主要テナント
- スポーツオーソリティ
- 無印良品
- ライトオン
- 未来屋書店
- アスビー
- 島村楽器
- プラサカプコン

### TOHOシネマズ直方
2階にある、9スクリーン／1,594席（車椅子18席）を有するTOHOシネマズが運営・経営するシネマコンプレックス。
イオングランドオープン前の2005年4月5日に開館。直方市内の東宝系列映画館は1955年から1985年まで営業していた「直方東宝国際劇場」以来、20年ぶりの復活となった。
2008年2月29日までは九州東宝が運営・経営を行っていたが、同年3月1日よりTOHOシネマズ運営となっている。
| No. | 座席数 | 車椅子 | Size(m) | Size(m) | 備考   |
| No. | 座席数 | 車椅子 | 縦      | 横      | 備考   |
| --- | ------ | ------ | ------- | ------- | ------ |
| 1   | 106    | 2      | 3.7     | 6.9     |        |
| 2   | 94     | 2      | 3.5     | 6.6     |        |
| 3   | 94     | 2      | 3.5     | 6.6     |        |
| 4   | 229    | 2      | 5.6     | 10.3    | 3D対応 |
| 5   | 155    | 2      | 4.8     | 8.9     | 3D対応 |
| 6   | 259    | 2      | 5.3     | 9.8     |        |
| 7   | 352    | 2      | 6.3     | 11.6    | 3D対応 |
| 8   | 219    | 2      | 4.6     | 8.5     |        |
| 9   | 86     | 2      | 3.5     | 6.4     |        |

## 公共交通機関
モール内に西鉄バスのバス停を設置。
- 西鉄バス筑豊 西鉄直方バスセンター行き（筑豊電鉄感田駅と途中接続）行先番号13番、シャトルA便、B便
- 西鉄バス北九州 馬場山・下上津役・ふれあい通り経由黒崎行き、行先番号53番
西鉄バス北九州便では、「得パス」、「西鉄バス北九州1日フリー乗車券」が直方市内で唯一利用可能。